# Christmas in Love
Christmas in Love je italský film z roku 2004 natočený režisérem Nerim Parentim. Film představuje zajímavou vánoční komedii a vypráví o veselých stránkách lásky. Film se skládá ze tří vzájemně propojených epizod a je plný zábavných i romantických situací ve vánoční atmosféře švýcarského města Gstaad. V prostřední epizodě hraje italský herec Massimo Boldi postavu automobilového závodníka (Guida Baldi), který se seznámí s krásnou českou modelkou Alenou Šeredovou (Sofia).
Tony Renis získal za nejlepší původní píseň v Itálii cenu David di Donatello, ve Spojených státech pak byl nominován na Zlatý glóbus.
Ve filmu hrají: Christian De Sica, Massimo Boldi, Alena Šeredová, Danny DeVito, Cristiana Capotondi, Sabrina Ferilli, Anna Maria Barbera, Ronn Moss, Tosca D'Aquino, Cesare Bocci.